# Deliriosa chiragrica
Deliriosa chiragrica (Thorell, 1875) è un ragno appartenente alla famiglia Lycosidae.
È l'unica specie nota del genere Deliriosa.

## Distribuzione
L'unica specie oggi nota di questo genere è stata rinvenuta in Ucraina.

## Tassonomia
Le caratteristiche di questi esemplari sono state descritte analizzando gli esemplari tipo Deliriosa karadagensis Kovblyuk, 2009.
Dal 2014 non sono stati esaminati altri esemplari, né sono state descritte sottospecie al 2016.

### Sinonimi
- Deliriosa karadagensis Kovblyuk, 2009; posta in sinonimia con D. chiragrica (Thorell, 1875) a seguito di uno studio degli aracnologi Kovblyuk, Marusik & Omelko del 2013[1].